# Cordulephya divergens
Cordulephya divergens là loài chuồn chuồn trong họ Synthemistidae. Loài này được Tillyard mô tả khoa học đầu tiên năm 1917.